# Liste der Kulturdenkmäler in Bad Vilbel

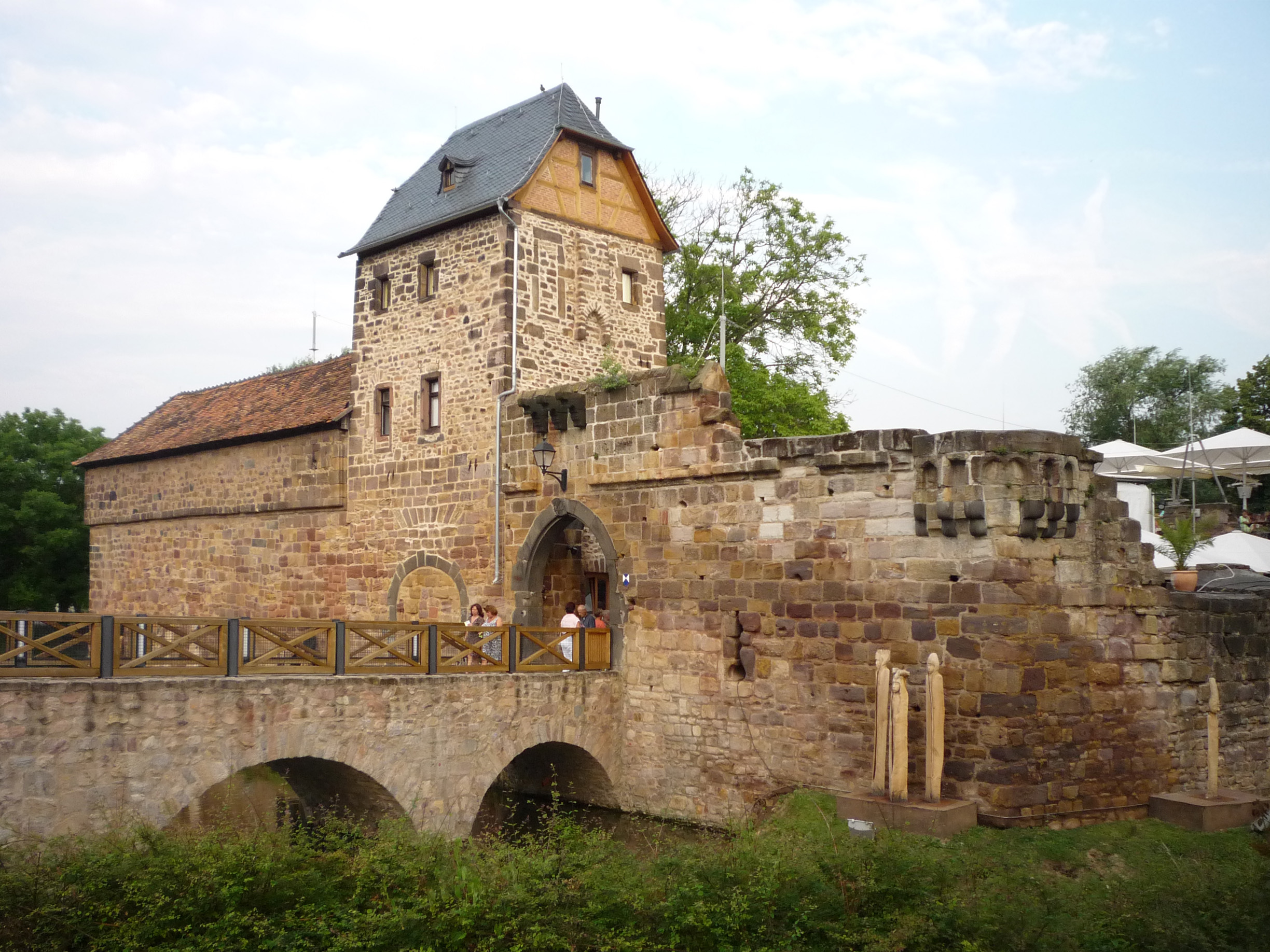
Wasserburg / Burgruine Bad Vilbel

Die folgende Liste enthält die in der Denkmaltopographie ausgewiesenen Kulturdenkmäler auf dem Gebiet  der  Stadt Bad Vilbel, Wetteraukreis, Hessen.
Hinweis: Die Reihenfolge der Denkmäler in dieser Liste orientiert sich zunächst an Stadtteilen und anschließend der Anschrift, alternativ ist sie auch nach der Bezeichnung, der vom Landesamt für Denkmalpflege vergebenen Nummer oder der Bauzeit sortierbar.
Kulturdenkmäler werden fortlaufend im Denkmalverzeichnis des Landes Hessen durch das Landesamt für Denkmalpflege Hessen auf Basis des Hessischen Denkmalschutzgesetzes (HDSchG) geführt. Die Schutzwürdigkeit eines Kulturdenkmals hängt nicht von der Eintragung in das Denkmalverzeichnis des Landes Hessen oder der Veröffentlichung in der Denkmaltopographie ab.

## Bad Vilbel
| Bild                                                             | Bezeichnung                                                      | Lage                                                                       | Beschreibung | Bauzeit                      | Objekt-Nr. |
| ---------------------------------------------------------------- | ---------------------------------------------------------------- | -------------------------------------------------------------------------- | --- | ---------------------------- | ---------- |
| Direkt Bild zu diesem Denkmal hochladen                          | Historische Grenzsteine                                          | Bad Vilbel, Außenliegend                                                   | |                              | 4451 DDB   |
| weitere Bilder                                                   | Bahnhof-Empfangsgebäude von 1907 mit Lagerhallen                 | Bad Vilbel, Bahnhofsplatz 8 LageFlur: 1, Flurstück: 702/14                 | |                              | 4337 DDB   |
| weitere Bilder                                                   | Ehemaliges Gefängnis                                             | Bad Vilbel, Bergstraße 35 LageFlur: 2, Flurstück: 578/1                    | |                              | 4339 DDB   |
| Ehemalige Zehntscheune                                           | Ehemalige Zehntscheune                                           | Bad Vilbel, Burgweg 1 LageFlur: 1, Flurstück: 403/5                        | |                              | 4341 DDB   |
| weitere Bilder                                                   | Wasserburg/Burgruine                                             | Bad Vilbel, Burgweg 2 LageFlur: 1, Flurstück: 396                          | |                              | 4343 DDB   |
| weitere Bilder                                                   |                                                                  | Bad Vilbel, Frankfurter Straße 3 LageFlur: 2, Flurstück: 335/4 und 335/6   | |                              | 4345 DDB   |
| weitere Bilder                                                   |                                                                  | Bad Vilbel, Frankfurter Straße 4 LageFlur: 2, Flurstück: 322/1             | |                              | 4347 DDB   |
| weitere Bilder                                                   |                                                                  | Bad Vilbel, Frankfurter Straße 5 LageFlur: 2, Flurstück: 335/7             | |                              | 4349 DDB   |
| weitere Bilder                                                   |                                                                  | Bad Vilbel, Frankfurter Straße 6 LageFlur: 2, Flurstück: 319               | |                              | 4351 DDB   |
| weitere Bilder                                                   |                                                                  | Bad Vilbel, Frankfurter Straße 7 LageFlur: 2, Flurstück: 336               | |                              | 4353 DDB   |
| weitere Bilder                                                   |                                                                  | Bad Vilbel, Frankfurter Straße 8 LageFlur: 2, Flurstück: 318               | |                              | 4355 DDB   |
| weitere Bilder                                                   |                                                                  | Bad Vilbel, Frankfurter Straße 10 LageFlur: 2, Flurstück: 314/1 und 317/2  | |                              | 4357 DDB   |
| Ehemaliges Schulhaus                                             | Ehemaliges Schulhaus                                             | Bad Vilbel, Frankfurter Straße 12 LageFlur: 2, Flurstück: 312/2            | |                              | 4359 DDB   |
| Ehemaliges Gasthaus Zur Rose                                     | Ehemaliges Gasthaus Zur Rose                                     | Bad Vilbel, Frankfurter Straße 30 LageFlur: 2, Flurstück: 296/7            | |                              | 4361 DDB   |
| weitere Bilder                                                   |                                                                  | Bad Vilbel, Frankfurter Straße 36 LageFlur: 2, Flurstück: 289/11           | |                              | 4363 DDB   |
| weitere Bilder                                                   |                                                                  | Bad Vilbel, Frankfurter Straße 37 LageFlur: 2, Flurstück: 361/5            | |                              | 4365 DDB   |
| weitere Bilder                                                   |                                                                  | Bad Vilbel, Frankfurter Straße 40 LageFlur: 2, Flurstück: 285/8            | |                              | 4369 DDB   |
| weitere Bilder                                                   |                                                                  | Bad Vilbel, Frankfurter Straße 60 LageFlur: 2, Flurstück: 264/4            | |                              | 4371 DDB   |
| weitere Bilder                                                   |                                                                  | Bad Vilbel, Frankfurter Straße 61 LageFlur: 2, Flurstück: 380/2            | |                              | 4373 DDB   |
| weitere Bilder                                                   |                                                                  | Bad Vilbel, Frankfurter Straße 65 LageFlur: 2, Flurstück: 384/3            | |                              | 4375 DDB   |
| weitere Bilder                                                   |                                                                  | Bad Vilbel, Frankfurter Straße 79 LageFlur: 2, Flurstück: 398/1            | |                              | 4377 DDB   |
| weitere Bilder                                                   | Ehemaliges Areal der Vilbeler Poststation                        | Bad Vilbel, Frankfurter Straße 85–89 LageFlur: 2, Flurstück: 402/5         | |                              | 4379 DDB   |
| Ehemalige Synagoge                                               | Ehemalige Synagoge                                               | Bad Vilbel, Frankfurter Straße 95 LageFlur: 2, Flurstück: 414, 415 und 416 | |                              | 4381 DDB   |
| Frankfurter Straße 132 (Bad Vilbel)                              | Frankfurter Straße 132 (Bad Vilbel)                              | Bad Vilbel, Frankfurter Straße 132 LageFlur: 15, Flurstück: 191/1          | |                              | 4383 DDB   |
| weitere Bilder                                                   | Katholische Pfarrkirche Verklärung Christi                       | Bad Vilbel, Frankfurter Straße 208 LageFlur: 15, Flurstück: 1/26           | |                              | 4385 DDB   |
|                                                                  |                                                                  | Bad Vilbel, Friedberger Straße 3 LageFlur: 2, Flurstück: 74/3              | |                              | 4387 DDB   |
| Stadthaus                                                        | Stadthaus                                                        | Bad Vilbel, Friedberger Straße 6 LageFlur: 1, Flurstück: 400/1             | |                              | 4389 DDB   |
|                                                                  |                                                                  | Bad Vilbel, Friedberger Straße 10 LageFlur: 1, Flurstück: 461              | |                              | 4391 DDB   |
| Sprudel-Apotheke                                                 | Sprudel-Apotheke                                                 | Bad Vilbel, Friedberger Straße 13 LageFlur: 2, Flurstück: 65/2             | |                              | 4393 DDB   |
|                                                                  |                                                                  | Bad Vilbel, Friedberger Straße 15 LageFlur: 2, Flurstück: 64               | |                              | 4395 DDB   |
|                                                                  |                                                                  | Bad Vilbel, Friedberger Straße 20 LageFlur: 2, Flurstück: 468/1            | |                              | 4397 DDB   |
|                                                                  |                                                                  | Bad Vilbel, Friedberger Straße 23 LageFlur: 2, Flurstück: 49/1             | |                              | 4399 DDB   |
| Fachwerkwohngebäude                                              | Fachwerkwohngebäude                                              | Friedberger Straße 27 LageFlur: 1, Flurstück: 502                          | Zweigeschossiges Fachwerkhaus mit Krüppelwalmdach. Letzter im Ursprungszustand erhaltener Teil einer Hofanlage, im 19. Jahrhundert Huf- und Nagelschmiede | Erste Hälfte 18. Jahrhundert | 4401 DDB   |
| Bild gesucht BW                                                  | Gesamtanlage Bad Vilbel                                          | Bad Vilbel, Gesamtanlage Lage                                              | |                              | 4335 DDB   |
|                                                                  |                                                                  | Bad Vilbel, Gronauer Weg 4 LageFlur: 1, Flurstück: 229                     | |                              | 4403 DDB   |
| weitere Bilder                                                   | Jüdischer Friedhof                                               | Bad Vilbel, Gronauer Weg ohne Nummer LageFlur: 1, Flurstück: 226           | |                              | 4405 DDB   |
|                                                                  |                                                                  | Bad Vilbel, Lohstraße 8 LageFlur: 1, Flurstück: 296/3                      | |                              | 4407 DDB   |
| weitere Bilder                                                   |                                                                  | Bad Vilbel, Lohstraße 10 LageFlur: 1, Flurstück: 299/2                     | |                              | 4409 DDB   |
| weitere Bilder                                                   | Ehemalige Mühle                                                  | Bad Vilbel, Lohstraße 13 LageFlur: 1, Flurstück: 264/4                     | |                              | 4411 DDB   |
|                                                                  |                                                                  | Bad Vilbel, Lohstraße 16 LageFlur: 1, Flurstück: 306                       | |                              | 4413 DDB   |
|                                                                  |                                                                  | Bad Vilbel, Lohstraße 22 LageFlur: 1, Flurstück: 315/2                     | |                              | 4415 DDB   |
| weitere Bilder                                                   |                                                                  | Bad Vilbel, Lohstraße 24 LageFlur: 1, Flurstück: 316                       | |                              | 4417 DDB   |
| weitere Bilder                                                   |                                                                  | Bad Vilbel, Lohstraße 27 LageFlur: 1, Flurstück: 247/1, 248/1 und 249      | |                              | 4419 DDB   |
| weitere Bilder                                                   |                                                                  | Bad Vilbel, Lohstraße 42 LageFlur: 1, Flurstück: 335                       | |                              | 4421 DDB   |
|                                                                  |                                                                  | Bad Vilbel, Lohstraße 46 LageFlur: 1, Flurstück: 340/1                     | |                              | 4423 DDB   |
| Evangelische Schule                                              | Evangelische Schule                                              | Bad Vilbel, Lohstraße 78/80 LageFlur: 1, Flurstück: 7                      | |                              | 4425 DDB   |
| Evangelische Auferstehungskirche, Pfarrkirche, ehemals St. Alban | Evangelische Auferstehungskirche, Pfarrkirche, ehemals St. Alban | Bad Vilbel, Lohstraße 82 LageFlur: 1, Flurstück: 2/1                       | |                              | 4427 DDB   |
| weitere Bilder                                                   | Brunnen- und Bädermuseum                                         | Bad Vilbel, Marktplatz 3 LageFlur: 1, Flurstück: 287/1                     | |                              | 4429 DDB   |
| Sachteil Sandsteinportal                                         | Sachteil Sandsteinportal                                         | Bad Vilbel, Marktplatz 4 LageFlur: 2, Flurstück: 326/1                     | |                              | 4431 DDB   |
| weitere Bilder                                                   | Rathaus                                                          | Bad Vilbel, Marktplatz 5 LageFlur: 1, Flurstück: 290/3                     | | 1498                         | 4433 DDB   |
|                                                                  |                                                                  | Bad Vilbel, Marktplatz 11 LageFlur: 2, Flurstück: 329                      | |                              | 4435 DDB   |
| Kurhaus, ehemaliges Volkshaus                                    | Kurhaus, ehemaliges Volkshaus                                    | Bad Vilbel, Niddastraße 1 LageFlur: 2, Flurstück: 144/6                    | |                              | 4437 DDB   |
| weitere Bilder                                                   | Friedrich-Karl-Sprudel                                           | Bad Vilbel, Niddastraße o. Nr. LageFlur: 2, Flurstück: 144/6               | |                              | 4439 DDB   |
| weitere Bilder                                                   | Hassia-Quelle                                                    | Bad Vilbel, Parkstraße ohne Nummer LageFlur: 2, Flurstück: 79/1            | |                              | 4441 DDB   |
| Ernst-Reuter-Schule                                              | Ernst-Reuter-Schule                                              | Bad Vilbel, Pestalozzistraße 6 LageFlur: 16, Flurstück: 137/24             | |                              | 4443 DDB   |
| weitere Bilder                                                   | Katholisches Pfarrhaus                                           | Bad Vilbel, Schulstraße 6 LageFlur: 1, Flurstück: 395/4                    | |                              | 4445 DDB   |
| weitere Bilder                                                   |                                                                  | Bad Vilbel, Schulstraße 7 LageFlur: 1, Flurstück: 441/1                    | |                              | 4447 DDB   |

## Dortelweil
| Bild                                    | Bezeichnung                        | Lage                                                            | Beschreibung | Bauzeit | Objekt-Nr. |
| --------------------------------------- | ---------------------------------- | --------------------------------------------------------------- | ------------ | ------- | ---------- |
| Direkt Bild zu diesem Denkmal hochladen | Historische Grenzsteine            | Dortelweil, Außenliegend                                        |              |         | 4490 DDB   |
| Alte Schmiede                           | Alte Schmiede                      | Dortelweil, Bahnhofstraße 13 LageFlur: 1, Flurstück: 130/2      |              |         | 4458 DDB   |
| weitere Bilder                          | Hensel’sches Hofgut                | Dortelweil, Friedberger Straße 175 LageFlur: 9, Flurstück: 15/1 |              |         | 4460 DDB   |
| weitere Bilder                          | Dortelweil                         | Dortelweil, Gesamtanlage Lage                                   |              |         | 4454 DDB   |
| Ehem. Schultheißenhof                   | Ehem. Schultheißenhof              | Dortelweil, Obergasse 1 LageFlur: 1, Flurstück: 139/1           |              |         | 4462 DDB   |
| weitere Bilder                          |                                    | Dortelweil, Obergasse 5 LageFlur: 1, Flurstück: 143             |              |         | 4464 DDB   |
|                                         |                                    | Dortelweil, Obergasse 6 LageFlur: 1, Flurstück: 293/1           |              |         | 4466 DDB   |
|                                         |                                    | Dortelweil, Obergasse 7 LageFlur: 1, Flurstück: 144/1           |              |         | 4468 DDB   |
| weitere Bilder                          |                                    | Dortelweil, Obergasse 8 LageFlur: 1, Flurstück: 292             |              |         | 4470 DDB   |
| weitere Bilder                          |                                    | Dortelweil, Obergasse 14 LageFlur: 1, Flurstück: 288/4, 288/5   |              |         | 4472 DDB   |
| weitere Bilder                          | Evangelische Kirche                | Dortelweil, Obergasse 17 LageFlur: 1, Flurstück: 234            |              |         | 4474 DDB   |
| weitere Bilder                          | Ehem. Von Holzhausen’sches Gut     | Dortelweil, Obergasse 20 LageFlur: 1, Flurstück: 282/4          |              |         | 4478 DDB   |
| weitere Bilder                          |                                    | Dortelweil, Obergasse 20a LageFlur: 1, Flurstück: 282/6         |              |         | 4476 DDB   |
| Pfarrhaus                               | Pfarrhaus                          | Dortelweil, Obergasse 22 LageFlur: 1, Flurstück: 278/2          |              |         | 4480 DDB   |
| weitere Bilder                          | Ortsbefestigung                    | Dortelweil, Ortsbefestigung Lage                                |              |         | 4456 DDB   |
| weitere Bilder                          | Verwaltungsgebäude der Firma Stada | Dortelweil, Stadastraße 2–18 LageFlur: 9, Flurstück: 73/7       |              |         | 4482 DDB   |
| weitere Bilder                          |                                    | Dortelweil, Untergasse 7 LageFlur: 1, Flurstück: 223/1          |              |         | 4484 DDB   |
| weitere Bilder                          |                                    | Dortelweil, Untergasse 8 LageFlur: 1, Flurstück: 158/2          |              |         | 4486 DDB   |

## Gronau
| Bild                                    | Bezeichnung                        | Lage                                                                 | Beschreibung | Bauzeit | Objekt-Nr. |
| --------------------------------------- | ---------------------------------- | -------------------------------------------------------------------- | ------------ | ------- | ---------- |
| weitere Bilder                          | Sachgesamtheit Dottenfelder Hofgut | Gronau, Außenliegend LageFlur: 24, Flurstück: 23/7                   |              |         | 404785 DDB |
| Bild gesucht BW                         | Sachgesamtheit Gronauer Hofgut     | Gronau, Außenliegend LageFlur: 4, Flurstück: 3/2, 5/3, 8, 9 und 10/6 |              |         | 4504 DDB   |
| Direkt Bild zu diesem Denkmal hochladen | Historische Grenzsteine            | Gronau, Außenliegend                                                 |              |         | 4506 DDB   |
| weitere Bilder                          | Gronau                             | Gronau, Gesamtanlage Lage                                            |              |         | 4494 DDB   |
| weitere Bilder                          | Evangelische Kirche                | Gronau, Hauptstraße 5 LageFlur: 9, Flurstück: 66, 67                 |              |         | 4496 DDB   |
| weitere Bilder                          |                                    | Gronau, Kirchstraße 2 LageFlur: 2, Flurstück: 69                     |              |         | 4498 DDB   |
|                                         |                                    | Gronau, Kirchstraße 10 LageFlur: 9, Flurstück: 80/2                  |              |         | 4500 DDB   |

## Massenheim
| Bild                                    | Bezeichnung               | Lage                                                              | Beschreibung | Bauzeit                                 | Objekt-Nr. |
| --------------------------------------- | ------------------------- | ----------------------------------------------------------------- | ------------ | --------------------------------------- | ---------- |
| An der Kirche 1                         | Ahrenshof                 | Massenheim, An der Kirche 1 LageFlur: 1, Flurstück: 30/2          |              |                                         | 4511 DDB   |
| An der Kirche 6                         | Hirtenhaus                | Massenheim, An der Kirche 6 LageFlur: 1, Flurstück: 52            |              |                                         | 4513 DDB   |
| weitere Bilder                          | Evangelische Kirche       | Massenheim, An der Kirche 7 LageFlur: 1, Flurstück: 79/1          |              | 1298 Erwähnung, 1625 heutige Saalkirche | 4515 DDB   |
| An der Kirche 8                         | Ehem. Rathaus             | Massenheim, An der Kirche 8 LageFlur: 1, Flurstück: 52            |              |                                         | 4517 DDB   |
| Direkt Bild zu diesem Denkmal hochladen | Historische Grenzsteine   | Massenheim, Außenliegend                                          |              |                                         | 4525 DDB   |
| Breite Straße 7/9                       | Breite Straße 7/9         | Massenheim, Breite Straße 7/9 LageFlur: 1, Flurstück: 3 und 6/2   |              |                                         | 4519 DDB   |
| Bild gesucht BW                         | Massenheim                | Massenheim, Gesamtanlage Lage                                     |              |                                         | 4509 DDB   |
| Sachgesamtheit Untermühle               | Sachgesamtheit Untermühle | Massenheim, Im Mühlengrund 2 LageFlur: 1, Flurstück: 350/7, 350/8 |              |                                         | 4521 DDB   |
| Bild gesucht BW                         | Obermühle                 | Massenheim, Mühlstraße 13 LageFlur: 1, Flurstück: 190/1           |              |                                         | 4523 DDB   |

## Ehemalige Kulturdenkmäler
Bad Vilbel
| Bild           | Bezeichnung                                                       | Lage                                                    | Beschreibung                                                                                                   | Bauzeit | Objekt-Nr. |
| -------------- | ----------------------------------------------------------------- | ------------------------------------------------------- | --- | ------- | ---------- |
| weitere Bilder | Eisenbahnviadukt der Main-Weser-Bahn über die Nidda in Bad Vilbel | Bad Vilbel, Außenliegend LageFlur: 19, Flurstück: 280/1 | Die Brücke wurde 2022 im Rahmen des S6-Bahnausbaus abgerissen und durch eine neue viergleisige Brücke ersetzt. |         |            |